# ウォーターカラーズ
「ウォーターカラーズ」（Watercolors）は、1977年にECMレコードから発表したパット・メセニーのセカンド・アルバム。
後にパット・メセニー・グループで盟友となるライル・メイズと初めて共演したアルバムである。

## 収録曲
| 全作曲: パット・メセニー。 |                                                                                  |       |                  |       |
| #                          | タイトル                                                                         | 作詞  | 作曲・編曲       | 時間  |
| 1.                         | 「ウォーターカラーズ - "Watercolors"」                                           |       | パット・メセニー | 6:28  |
| 2.                         | 「アイスファイアー - "Icefire"」                                                 |       | パット・メセニー | 6:07  |
| 3.                         | 「オアシス - "Oasis"」                                                           |       | パット・メセニー | 4:02  |
| 4.                         | 「レイクス - "Lakes"」                                                           |       | パット・メセニー | 4:43  |
| 5.                         | 「リヴァー・キー - "River Quay"」                                                |       | パット・メセニー | 4:56  |
| 6.                         | 「組曲: I.フロリダ・グリーティング・ソング - "Suite: I. Florida Greeting Song"」 |       | パット・メセニー | 2:30  |
| 7.                         | 「組曲: II.湖の伝説 - "Suite: II. Legend of the Fountain"」                      |       | パット・メセニー | 2:28  |
| 8.                         | 「海のうた - "Sea Song"」                                                        |       | パット・メセニー | 10:18 |
| 合計時間:                  | 合計時間:                                                                        | 41:48 |                  |       |

## パーソネル
- パット・メセニー - アコースティック&エレクトリック・ギター、12弦ギター、15弦ハープ
- ライル・メイズ - ピアノ
- エバーハルト・ウェーバー - ダブルベース
- ダニー・ゴットリーブ - ドラム

## チャート
アルバム - ビルボード
| 年   | チャート名  | 順位 |
| ---- | ----------- | ---- |
| 1977 | Jazz Albums | 28   |